# Maxwell Scherrer Cabelino Andrade
Maxwell Scherrer Cabelino Andrade, noto semplicemente come Maxwell (Cachoeiro de Itapemirim, 27 agosto 1981), è un dirigente sportivo ed ex calciatore brasiliano, attuale assistente del direttore sportivo del Paris Saint-Germain.
Con 37 titoli vinti in carriera, è uno dei dieci calciatori più titolati nella storia del calcio.

## Caratteristiche tecniche
Ricopriva in prevalenza il ruolo di laterale difensivo, pur essendo in grado di agire anche da centrocampista esterno.

## Carriera

### Club

#### Esordi e Ajax
Inizia la sua carriera nel Cruzeiro nel 2000. Il club gioca nel Brasileirão, il campionato brasiliano di calcio, con Maxwell che non colleziona né presenze né gol con la prima squadra. Nel 2001, a 20 anni, arriva in Europa, all'Ajax, squadra olandese, con cui firma un contratto di 3 anni con opzione per i successivi due anni. Nell'Eredivisie gioca quattro anni e mezzo, collezionando 114 presenze in campionato e 9 gol, arricchite da altri 25 gettoni nelle coppe europee.
Il 21 aprile 2005, durante l'incontro di semifinale dell'Amstel Cup contro il Willem II, si infortuna gravemente subendo la rottura totale del legamento crociato anteriore del ginocchio destro, e rischia di finire anticipatamente la carriera. Inizia un lungo periodo di riabilitazione, che lo tiene fuori dai campi per oltre un anno, dopo aver subito nel dicembre dello stesso anno un secondo intervento, questa volta al menisco.

#### Empoli e Inter
Nel gennaio 2006 si accorda con l'Inter, che, avendo raggiunto il tetto massimo di extracomunitari tesserabili, lo fa tesserare dall'Empoli. Mai sceso in campo con i toscani per le conseguenze dell'infortunio, in estate diviene un calciatore nerazzurro a pieno titolo. Esordisce in Serie A il 20 settembre, nella vittoria sul campo della Roma. Conquistato in breve tempo un posto da titolare, contribuisce con un gol — realizzato al Parma il 1º aprile 2007 — alla vittoria del campionato. Nella stagione successiva vince ancora il titolo nazionale.
Il 14 dicembre 2008 segna la seconda rete in Italia, sbloccando il risultato della gara con il Chievo poi vinta per 4-2. Pur venendo soppiantato nel proprio ruolo dal giovane Santon, aggiunge un altro scudetto al suo palmarès.

#### Barcellona
Il 15 luglio 2009 viene ceduto per 4,5 milioni di euro al Barcellona, che diventa così la terza squadra che condivide con Zlatan Ibrahimović, dopo l'Ajax e l'Inter, oltre al procuratore Mino Raiola. Con i catalani firma un contratto di 4 anni. Debutta con i catalani nella gara di ritorno della Supercopa de España, giocando tutti i 90 minuti, e vince al primo anno il campionato spagnolo. Nella stagione 2010-2011, nella gara d'andata della Supercopa de España, fornisce l'assist per il gol iniziale di Zlatan Ibrahimović. Il 15 dicembre 2011 segna al minuto 66 il secondo gol dei blaugrana nel 3-0 finale contro l'Al-Sadd nella semifinale del Mondiale per club, poi vinto dai catalani in finale contro il Santos. Quella è anche la sua ultima partita da giocatore del Barcellona. In totale coi blaugrana disputa 89 partite e segna 2 gol.

#### Paris Saint-Germain

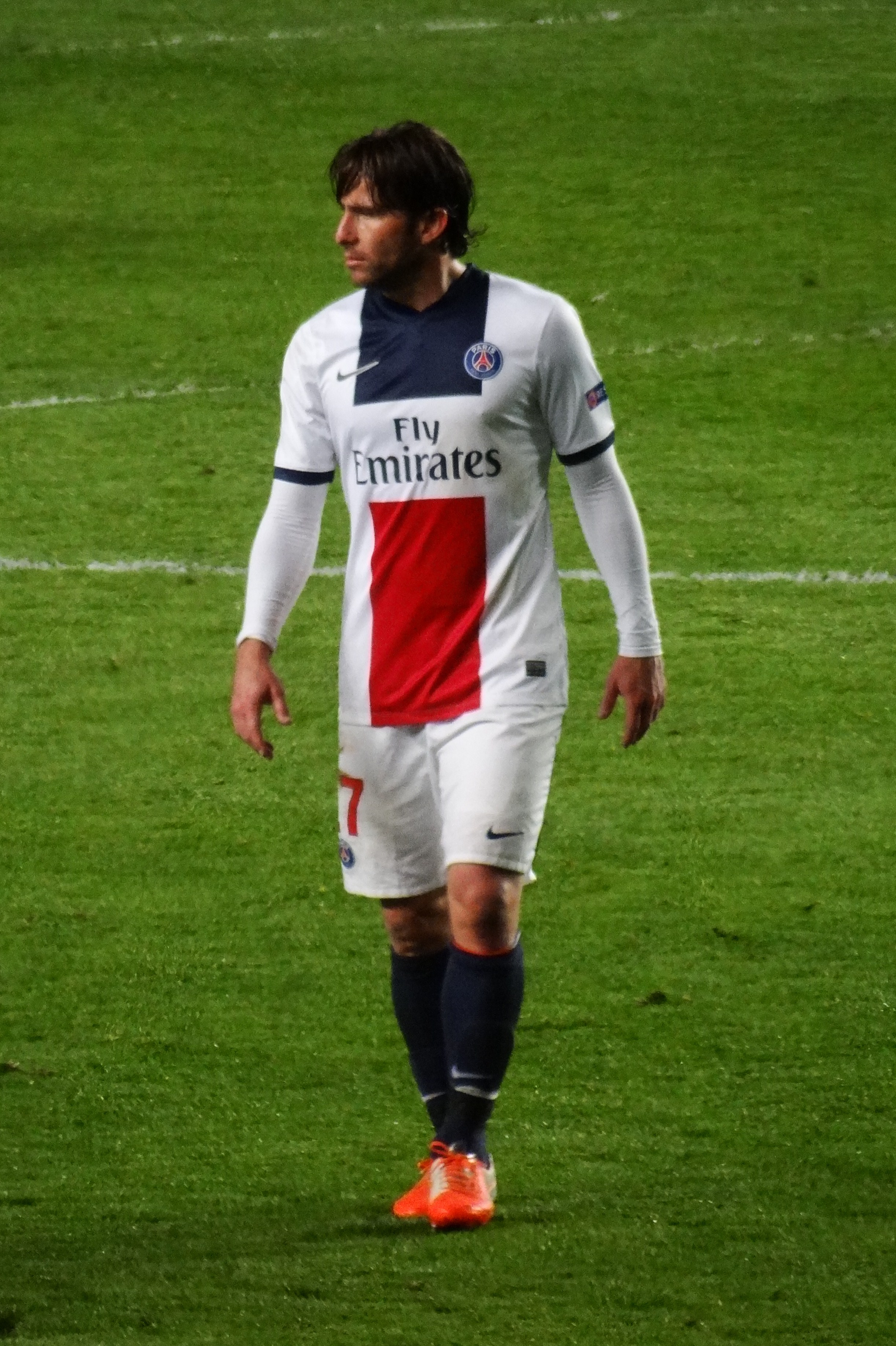
Maxwell con la maglia del PSG nel 2014.

Poco utilizzato dal tecnico Josep Guardiola, il 12 gennaio 2012 viene acquistato a titolo definitivo dal Paris Saint-Germain. Esordisce con i francesi da titolare due giorni dopo nell'incontro vinto 3-1 contro il Tolosa, disputando tutta la gara. Termina la stagione con 15 presenze e 1 rete.
L'estate successiva la squadra francese acquista Zlatan Ibrahimović. È la quarta volta che i due si ritrovano a giocare nella stessa squadra. Il 13 maggio 2013, grazie alla vittoria per 0-1 contro il Lione, vince - con due giornate di anticipo - il titolo di campione di Francia.
Il 3 agosto 2013 ottiene il suo secondo trofeo con la squadra francese, battendo il Bordeaux nella sfida valevole per la Supercoppa di Francia. In scadenza di contratto, il 28 febbraio 2014 rinnova il proprio contratto fino al 2015.
Il 19 marzo 2015 firma un altro rinnovo annuale fino al 2016. Il 21 giugno 2016 prolunga per un'altra stagione con la squadra francese. Il 1º aprile 2017 conquista con il PSG il suo 36º titolo, la Coupe de la Ligue 2016-2017, divenendo il calciatore più vincente nella storia. Gioca la sua ultima partita il 27 maggio 2017 nella finale della Coppa di Francia contro l'Angers: il PSG vince l'incontro e così Maxwell termina la sua carriera con un ulteriore trofeo, arrivando a 37 trofei vinti.

### Nazionale
Il 30 luglio 2013 viene incluso dal tecnico Felipe Scolari tra i convocati che prenderanno parte all'amichevole contro la Svizzera. Il 14 agosto, debutta a 31 anni col Brasile, al 56' della ripresa. L'incontro terminerà con la vittoria della Svizzera. Convocato per il Mondiale 2014, viene utilizzato solo nella finale per il terzo posto persa per 0-3 contro i Paesi Bassi.
Il 7 ottobre 2014, Maxwell si ritira dalla nazionale.

## Statistiche

### Presenze e reti nei club
Statistiche aggiornate al 20 maggio 2017.
| Stagione                   | Squadra                    | Campionato                 | Campionato | Campionato | Coppe nazionali | Coppe nazionali | Coppe nazionali | Coppe continentali | Coppe continentali | Coppe continentali | Altre coppe | Altre coppe | Altre coppe | Totale | Totale |
| Stagione                   | Squadra                    | Comp                       | Pres       | Reti       | Comp            | Pres            | Reti            | Comp               | Pres               | Reti               | Comp        | Pres        | Reti        | Pres   | Reti   |
| -------------------------- | -------------------------- | -------------------------- | ---------- | ---------- | --------------- | --------------- | --------------- | ------------------ | ------------------ | ------------------ | ----------- | ----------- | ----------- | ------ | ------ |
| 2001-2002                  | Ajax                       | ED                         | 24         | 0          | CO              | 3               | 0               | UCL+CU             | 1+3                | 0                  | -           | -           | -           | 31     | 0      |
| 2002-2003                  | Ajax                       | ED                         | 30         | 4          | CO              | 2               | 0               | UCL                | 12                 | 0                  | SO          | 1           | 0           | 45     | 4      |
| 2003-2004                  | Ajax                       | ED                         | 31         | 2          | CO              | 1               | 0               | UCL                | 8                  | 0                  | -           | -           | -           | 40     | 2      |
| 2004-2005                  | Ajax                       | ED                         | 29         | 3          | CO              | 3               | 0               | UCL+CU             | 5+2                | 0+1                | SO          | 1           | 0           | 40     | 4      |
| 2005-gen. 2006             | Ajax                       | ED                         | 0          | 0          | CO              | 0               | 0               | UCL                | 0                  | 0                  | SO          | 0           | 0           | 0      | 0      |
| Totale Ajax                | Totale Ajax                | Totale Ajax                | 114        | 9          |                 | 9               | 0               |                    | 31                 | 1                  |             | 2           | 0           | 156    | 10     |
| gen.-giu. 2006             | Empoli                     | A                          | 0          | 0          | CI              | -               | -               | -                  | -                  | -                  | -           | -           | -           | 0      | 0      |
| 2006-2007                  | Inter                      | A                          | 22         | 1          | CI              | 5               | 0               | UCL                | 2                  | 0                  | SI          | 0           | 0           | 29     | 1      |
| 2007-2008                  | Inter                      | A                          | 32         | 0          | CI              | 4               | 0               | UCL                | 7                  | 0                  | SI          | 0           | 0           | 43     | 0      |
| 2008-2009                  | Inter                      | A                          | 25         | 1          | CI              | 3               | 0               | UCL                | 4                  | 0                  | SI          | 1           | 0           | 32     | 1      |
| Totale Inter               | Totale Inter               | Totale Inter               | 79         | 2          |                 | 12              | 0               |                    | 13                 | 0                  |             | 1           | 0           | 105    | 2      |
| 2009-2010                  | Barcellona                 | PD                         | 25         | 0          | CR              | 3               | 0               | UCL                | 7                  | 0                  | SS+SU+Cmc   | 1+0+0       | 0           | 36     | 0      |
| 2010-2011                  | Barcellona                 | PD                         | 25         | 0          | CR              | 7               | 1               | UCL                | 7                  | 0                  | SS          | 2           | 0           | 41     | 1      |
| 2011-gen. 2012             | Barcellona                 | PD                         | 7          | 0          | CR              | 1               | 0               | UCL                | 3                  | 0                  | SS+SU+Cmc   | 0+0+1       | 1           | 12     | 1      |
| Totale Barcellona          | Totale Barcellona          | Totale Barcellona          | 57         | 0          |                 | 11              | 1               |                    | 17                 | 0                  |             | 5           | 1           | 89     | 2      |
| gen.-giu. 2012             | Paris Saint-Germain        | L1                         | 14         | 1          | CF+CdL          | 1+0             | 0               | UEL                | -                  | -                  | -           | -           | -           | 15     | 1      |
| 2012-2013                  | Paris Saint-Germain        | L1                         | 33         | 2          | CF+CdL          | 3+2             | 0               | UCL                | 10                 | 0                  | -           | -           | -           | 48     | 2      |
| 2013-2014                  | Paris Saint-Germain        | L1                         | 24         | 3          | CF+CdL          | 1+2             | 0               | UCL                | 8                  | 0                  | SF          | 1           | 0           | 36     | 3      |
| 2014-2015                  | Paris Saint-Germain        | L1                         | 26         | 3          | CF+CdL          | 2+2             | 0+1             | UCL                | 10                 | 0                  | SF          | 0           | 0           | 40     | 4      |
| 2015-2016                  | Paris Saint-Germain        | L1                         | 28         | 3          | CF+CdL          | 4+0             | 0               | UCL                | 9                  | 0                  | SF          | 1           | 0           | 42     | 3      |
| 2016-2017                  | Paris Saint-Germain        | L1                         | 20         | 0          | CF+CdL          | 5+3             | 0               | UCL                | 4                  | 0                  | SF          | 1           | 0           | 33     | 0      |
| Totale Paris Saint-Germain | Totale Paris Saint-Germain | Totale Paris Saint-Germain | 145        | 12         |                 | 25              | 1               |                    | 41                 | 0                  |             | 3           | 0           | 214    | 13     |
| Totale carriera            | Totale carriera            | Totale carriera            | 395        | 23         |                 | 57              | 2               |                    | 102                | 1                  |             | 10          | 1           | 564    | 27     |

### Cronologia presenze e reti in nazionale
| Cronologia completa delle presenze e delle reti in nazionale ― Brasile | Cronologia completa delle presenze e delle reti in nazionale ― Brasile | Cronologia completa delle presenze e delle reti in nazionale ― Brasile | Cronologia completa delle presenze e delle reti in nazionale ― Brasile | Cronologia completa delle presenze e delle reti in nazionale ― Brasile | Cronologia completa delle presenze e delle reti in nazionale ― Brasile | Cronologia completa delle presenze e delle reti in nazionale ― Brasile | Cronologia completa delle presenze e delle reti in nazionale ― Brasile |
| Data                                                                   | Città                                                                  | In casa                                                                | Risultato                                                              | Ospiti                                                                 | Competizione                                                           | Reti                                                                   | Note                                                                   |
| ---------------------------------------------------------------------- | ---------------------------------------------------------------------- | ---------------------------------------------------------------------- | ---------------------------------------------------------------------- | ---------------------------------------------------------------------- | ---------------------------------------------------------------------- | ---------------------------------------------------------------------- | ---------------------------------------------------------------------- |
| 14-8-2013                                                              | Basilea                                                                | Svizzera                                                               | 1 – 0                                                                  | Brasile                                                                | Amichevole                                                             | -                                                                      | 56’                                                                    |
| 7-9-2013                                                               | Brasilia                                                               | Brasile                                                                | 6 – 0                                                                  | Australia                                                              | Amichevole                                                             | -                                                                      | 46’                                                                    |
| 10-9-2013                                                              | Foxborough                                                             | Brasile                                                                | 3 – 1                                                                  | Portogallo                                                             | Amichevole                                                             | -                                                                      |                                                                        |
| 12-10-2013                                                             | Seul                                                                   | Corea del Sud                                                          | 0 – 2                                                                  | Brasile                                                                | Amichevole                                                             | -                                                                      | 82’                                                                    |
| 15-10-2013                                                             | Pechino                                                                | Brasile                                                                | 2 – 0                                                                  | Zambia                                                                 | Amichevole                                                             | -                                                                      |                                                                        |
| 16-11-2013                                                             | Miami                                                                  | Honduras                                                               | 0 – 5                                                                  | Brasile                                                                | Amichevole                                                             | -                                                                      | 71’                                                                    |
| 19-11-2013                                                             | Toronto                                                                | Brasile                                                                | 2 – 1                                                                  | Cile                                                                   | Amichevole                                                             | -                                                                      |                                                                        |
| 3-6-2014                                                               | Goiânia                                                                | Brasile                                                                | 4 – 0                                                                  | Panama                                                                 | Amichevole                                                             | -                                                                      | 46’                                                                    |
| 6-6-2014                                                               | San Paolo                                                              | Brasile                                                                | 1 – 0                                                                  | Serbia                                                                 | Amichevole                                                             | -                                                                      | 78’                                                                    |
| 12-7-2014                                                              | Brasilia                                                               | Brasile                                                                | 0 – 3                                                                  | Paesi Bassi                                                            | Mondiali 2014 - Finale 3º posto                                        | -                                                                      |                                                                        |
| Totale                                                                 |                                                                        | Presenze                                                               | 10                                                                     |                                                                        | Reti                                                                   | 0                                                                      |                                                                        |

## Palmarès

### Club

#### Competizioni nazionali
- Coppa del Brasile: 1

Cruzeiro: 2000
- Campionato olandese: 2

Ajax: 2001-2002, 2003-2004
- Coppa dei Paesi Bassi: 2

Ajax: 2001-2002, 2005-2006
- Supercoppa dei Paesi Bassi: 2

Ajax: 2002, 2005
- Campionato italiano: 3

Inter: 2006-2007, 2007-2008, 2008-2009
- Supercoppa italiana: 2

Inter: 2006, 2008
- Campionato spagnolo: 2

Barcellona: 2009-2010, 2010-2011
- Supercoppa di Spagna: 3

Barcellona: 2009, 2010, 2011
- Campionato francese: 4

Paris Saint-Germain: 2012-2013, 2013-2014, 2014-2015, 2015-2016
- Supercoppa francese: 4

Paris Saint-Germain: 2013, 2014, 2015, 2016
- Coppa di Lega francese: 4

Paris Saint-Germain: 2013-2014, 2014-2015, 2015-2016, 2016-2017
- Coppa di Francia: 3

Paris Saint-Germain: 2014-2015, 2015-2016, 2016-2017

#### Competizioni internazionali
- UEFA Champions League: 1

Barcellona: 2010-2011
- Supercoppa UEFA: 2

Barcellona: 2009, 2011
- Coppa del mondo per club: 2

Barcellona: 2009, 2011

### Individuale
- Calciatore dell'Eredivise dell'anno: 1

2004
- Gouden Schoen: 1

2004
- Trophées UNFP du football: 1

Squadra ideale della Ligue 1: 2013